# Força

A figura ilustra situações em que o conceito de força é importante: a tração em uma corda, a força gravitacional e a força magnética.

Força é um dos conceitos fundamentais da mecânica clássica. Relacionado com as três leis de Newton, é uma grandeza que tem a capacidade de vencer a inércia de um corpo, modificando-lhe a velocidade (seja na sua magnitude ou direção, já que se trata de um vetor). Como corolário, chega-se ao constructo de que a força pode causar deformação em um objeto flexível.
| “ | Força: qualquer agente externo que modifica o movimento de um corpo livre ou causa deformação num corpo fixo. | ” |

A força, por ser também um vetor, tem dois elementos: a magnitude e a direção. A segunda lei de Newton,{\displaystyle {\vec {F}}=m{\vec {a}}}, foi originalmente formulada em termos ligeiramente diferentes, mas equivalentes: a versão original afirma que a força que age sobre um objeto é igual à derivada temporal do momento linear deste objeto.
Alguns conceitos relacionados com a força:
- pressão, divisão ou distribuição da força sobre a área;
- arrasto, diminuição da velocidade de um objeto;
- torque, força que produz mudanças na velocidade de rotação de um objeto.

A força aplicada num corpo fixo é chamada tensão mecânica ou estresse mecânico, um termo técnico para as influências que causam deformação da matéria. Enquanto o estresse mecânico pode permanecer incorporado em um objeto sólido e, gradualmente, deformá-lo, o estresse mecânico em um fluido determina mudanças em sua pressão e volume.

## Histórico da compreensão do conceito de força

### A era pré-newtoniana

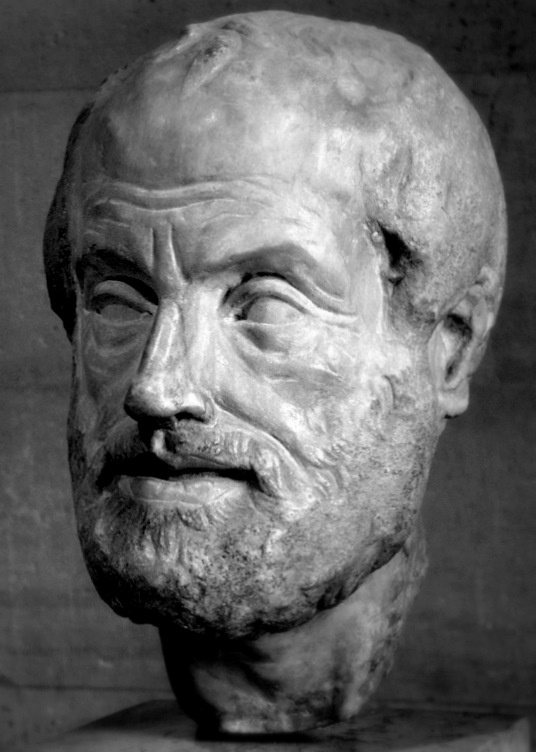
Aristóteles, filósofo grego, entendia que a força da gravidade era a tendência dos objetos a buscar seu lugar natural.

Os filósofos na Antiguidade Clássica usavam os conceitos de força no estudo de objetos estáticos e dinâmicos e em máquinas simples, porém os pensadores como Aristóteles e Arquimedes incorreram em erros de entendimento. Em parte, isto deveu-se a uma compreensão incompleta de força, por vezes não óbvia, mais precisamente em relação ao atrito, e, consequentemente, uma visão inadequada da natureza do movimento natural.
Desde a antiguidade o conceito da força vinha sendo utilizado na construção das máquinas da época. A vantagem atingida com o uso de uma máquina simples, como é o caso da alavanca, era descrita como "o uso de menos força para se chegar a uma certa quantidade de trabalho". 
Aristóteles entendia o conceito filosófico de força como uma parte integrante da cosmologia aristotélica. Na visão de Aristóteles, que ainda hoje é muito conhecida, a natureza tinha quatro elementos, água, terra, fogo e ar. Ele ligava a matéria ao elemento terra e a gravidade como a tendência dos objetos a buscar seu lugar natural. Assim, o movimento natural se distinguia do movimento forçado, o que dava origem ao conceito de força.
Esta teoria, baseada nas experiências objetos em movimento, como carroças, não explicava o comportamento de projéteis, como o voo de flechas. O paradoxo era que a força era aplicada no projétil apenas no início do voo e entretanto o projétil navegava pelo ar posteriormente ao impulso inicial. Aristóteles estava ciente do problema e propôs que o ar deslocado pelo percurso do projétil forneceria a força necessária para continuar o seu movimento.
Problemas adicionais no modelo aristotélico eram causados pela ausência do devido tratamento à resistência do ar do movimento dos projéteis.
A física aristotélica enfrentou críticas na ciência medieval, inicialmente por João Filopono, no século XI. Galileu Galilei, posteriormente, já no século XVII, construiu um experimento no qual as pedras e balas de canhão inclinavam, refutando a teoria aristotélica do movimento. Ele mostrou que os corpos são acelerados pela gravidade de uma forma independente da sua massa e argumentou que os objetos retêm sua velocidade, sendo também influenciados pelas forças de atrito.

### A revolução newtoniana
Um dos equívocos destes pioneiros foi a crença de que uma força é necessária para manter o movimento, mesmo a uma velocidade constante. Considera-se que a maioria das contradições conceituais foi corrigida por Isaac Newton. Com a sua intuição matemática, ele formulou as leis de Newton que não foram aperfeiçoadas por 300 anos sendo, ainda hoje, um dos modelos conceituais válidos no estudo da física.

### A física contemporânea
No início do século XX, Albert Einstein desenvolveu a teoria da relatividade, que trata de um modelo mais preciso, diferenciando-se do anterior sobretudo no caso em que objetos se movimentam a uma velocidade próxima da velocidade da luz. Este novo modelo também previu novas visões sobre as forças produzidas pela gravitação e sobre a inércia.
Posteriormente, a mecânica quântica e a física de partículas representaram modelos ainda mais precisos, desta vez estudando as partículas menores que os átomos. Tais modelos foram possíveis graças à tecnologia do acelerador de partículas, que permitiu experimentos variados. No que tange à força, este ramo da física conhece quatro tipos: a força forte, a força eletromagnética, a força nuclear fraca e a força gravitacional. As experiências da física de partículas feitas durante os anos 1970 e 1980 confirmou que as forças fraca e eletromagnética são expressões de uma forma mais fundamental de força chamada força eletrofraca.

## Mecânica newtoniana

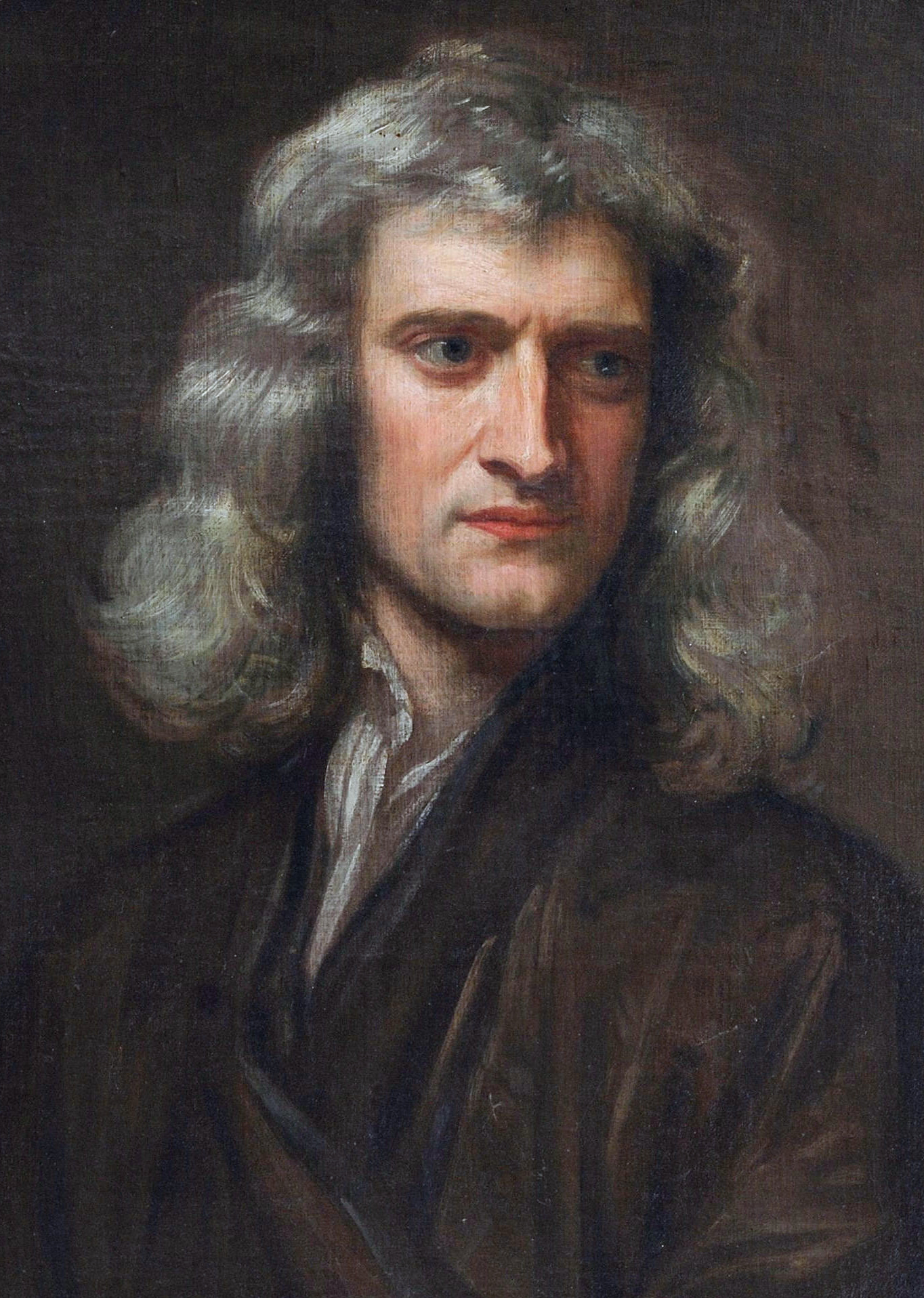
Isaac Newton, uma das figuras mais notórias na história da física

Newton tentou descrever o movimento de todos os objetos usando os conceitos de inércia e força e, ao fazê-lo, descobriu que eles obedecem as determinadas leis. Em 1687, Newton publicou sua tese no tratado chamado Philosophiae Naturalis Principia Mathematica. Neste trabalho, ele enunciou as três principais leis da dinâmica, que até hoje são a maneira como as forças são descritas na física, chamadas de Leis de Newton.

### Primeira lei de Newton
A primeira lei de Newton afirma que os objetos continuam a mover-se em um estado de velocidade constante a menos que haja uma força externa. Esta lei é uma extensão da visão de Galileu na qual a velocidade constante foi associada a uma falta de força. Newton propõe que todos os objetos têm uma propriedade chamada inércia, que consiste nesta tendência a se manter no movimento. Esta noção substituiu a ideia aristotélica de "lugar natural de repouso".

### Segunda lei de Newton
A versão moderna da segunda lei de Newton é uma equação diferencial:
{\displaystyle {\vec {F}}={\frac {\mathrm {d} {\vec {p}}}{\mathrm {d} t}},}
sendo {\displaystyle {\vec {p}}} o momento linear do sistema, e {\displaystyle {\vec {F}}} a força resultante. Ambos são grandezas vetoriais.
Por definição do momento linear de uma partícula: {\displaystyle {\vec {F}}={\frac {\mathrm {d} {\vec {p}}}{\mathrm {d} t}}={\frac {\mathrm {d} \left(m{\vec {v}}\right)}{\mathrm {d} t}},}
sendo {\displaystyle m} uma massa e {\displaystyle {\vec {v}}} sua velocidade.
Em um sistema de massa constante, o uso da regra da constante na diferenciação permite que a variável massa seja recolocada fora do operador diferencial; assim, chega-se a: {\displaystyle {\vec {F}}=m{\frac {\mathrm {d} {\vec {v}}}{\mathrm {d} t}}.}
Por substituição da definição da aceleração, chega-se, finalmente, à versão algébrica da segunda lei de Newton:
{\displaystyle {\vec {F}}=m{\vec {a}}.}
Algumas fontes chamam esta lei de "segunda fórmula mais famosa da física", perdendo apenas para a {\displaystyle E=mc^{2}} de Einstein. Newton jamais enunciou explicitamente a lei nesta forma reduzida.
A segunda lei de Newton afirma a proporcionalidade direta de aceleração à força (no caso da massa constante) e a proporcionalidade inversa da aceleração à massa (no caso de força constante). A aceleração pode ser definida em dinâmica como a derivada da velocidade em relação ao tempo. No entanto, em física avançada, ainda há questões profundas que permanecem, como em relação à definição adequada da massa.
O conceito de relatividade geral oferece uma equivalência entre espaço-tempo e massa, mas algumas fontes citam a segunda lei de Newton como definição de massa. De outro modo, fontes citam esta mesma lei como definição de força, o que é negado por autores mais rigorosos.

### Terceira lei de Newton
A terceira lei de Newton trata da aplicação simétrica de forças em diferentes objetos. A terceira lei explica que todas estas forças são interações entre diferentes corpos e que entre estes não há uma força unidirecional atuando um único corpo. Sempre que um primeiro exerce uma força {\displaystyle {\vec {F}}} em um segundo corpo, o segundo corpo exerce uma força no primeiro corpo, igual em magnitude e contrária em sentido. Esta lei é também referida como lei de ação e reação, sendo que uma força é chamada de ação e a outra de reação. A ação e a reação são simultâneas:
{\displaystyle {\vec {F}}_{1,2}=-{\vec {F}}_{2,1}}
Se o objeto 1 e o objeto 2 são considerados como partes de um sistema, a soma das forças entre objetos do sistema é nula:{\displaystyle {\vec {F}}_{1,2}+{\vec {F}}_{\mathrm {2,1} }=0\quad {\text{ou, equivalentemente}},\quad {\vec {F}}_{\text{total}}=0.}No caso de um sistema fechado de partículas, em que não há uma força externa, os objetos constituintes podem acelerar-se um em relação ao outro, mas o sistema completo permanece não acelerado, tendo como base de localização o centro de gravidade. Alternativamente, se uma força externa atua sobre o sistema, então o centro de gravidade experimentará uma aceleração proporcional à magnitude da força externa dividida pela massa do sistema.
Combinando a segunda e a terceira lei de newton, chega-se ao resultado da conservação de momento linear de um sistema:{\displaystyle {\vec {F}}_{1,2}={\frac {\mathrm {d} {\vec {p}}_{1,2}}{\mathrm {d} t}}=-{\vec {F}}_{2,1}=-{\frac {\mathrm {d} {\vec {p}}_{2,1}}{\mathrm {d} t}}}
e, aplicando a integral em relação ao tempo, a igualdade:
{\displaystyle \Delta {{\vec {p}}_{1,2}}=-\Delta {{\vec {p}}_{2,1}}}
é obtida. Num sistema que contém os objetos 1 e 2,
{\displaystyle \sum {\Delta {\vec {p}}}=\Delta {{\vec {p}}_{1,2}}+\Delta {{\vec {p}}_{2,1}}=0}
(conservação de um momento linear).
Partindo-se da lei e aplicando as deduções, chega-se a uma generalização para um sistema com vários objetos. Neste caso, ainda, a troca de forças entre objetos constituintes não afeta o impulso do sistema como um todo.

## Forças fundamentais
Na natureza reconhecemos quatro tipos de forças fundamentais, enumeradas por sua ordem de grandeza:
A força nuclear forte e a força nuclear fraca estão presentes no núcleo atômico e não são observadas no cotidiano.
A força eletromagnética é responsável por todas as interações observadas no dia-a-dia, excetuando-se as interações gravitacionais.
A força da gravidade constitui-se na quarta espécie de força, que Isaac Newton estudou, questionando motivo dos objectos caírem no solo (fábula da maçã caindo junto ao nascer da lua no horizonte).
As forças de gravidade e electromagnetismo são forças familiares na vida diária. As interações fortes e fracas são forças novas introduzidas quando se discutem fenômenos nucleares. Quando dois protões se encontram, eles experimentam, simultaneamente, todas as quatro interações fundamentais. A força fraca determina decaimento beta e interações de neutrino com núcleos. A força forte, a qual geralmente nós chamamos de força nuclear, é na verdade na força responsável para a ligação de nucleões.
Galileu Galilei já tinha descoberto que os objetos aceleravam à medida que caíam, (ou seja, que sofriam alterações no seu movimento), e que os corpos próximos à superfície terrestre caem (em queda livre) com a mesma aceleração: a aceleração da gravidade. Newton justificou este fato "definindo" e descrevendo o comportamento de uma força que um corpo massivo exerce sobre outro corpo massivo: a força da gravidade. Os objetos próximos à Terra caem devido à força de atração gravitacional entre a Terra (com sua enorme massa) e o objeto (com massa diminuta). Pelo mesmo motivo, os objetos celestes são mantidos em suas órbitas uns ao redor dos outros, como a Terra ao redor do Sol, e a Lua ao redor da Terra.
| Tipo de Interação           | Intensidade Relativa      | Alcance                   |
| --------------------------- | ------------------------- | ------------------------- |
| Gravitacional               | {\displaystyle :10^{-39}} | {\displaystyle \infty }   |
| Fraca (ex: decaimento beta) | {\displaystyle :10^{-13}} | Quase nula                |
| Electromagnética            | {\displaystyle :10^{-2}}  | {\displaystyle \infty }   |
| Forte (Nuclear)             | {\displaystyle 1}         | {\displaystyle :10^{-14}} |

### A lei da gravidade
A lei da gravidade de Newton é conhecida como Lei da Gravitação Universal e com ela Newton descreveu a atração gravitacional e mostrou que, ao contrário dos pensamentos herdados da sociedade grega antiga, a física celeste não era necessariamente diferente da física do mundo sublunar e que em ambos os casos valia a Lei da Gravitação Universal e as demais leis.
Em homenagem a ele, a unidade SI de força é denominada newton (N). Um newton equivale a 1 kg m/s².
Considerando que a aceleração da gravidade terrestre próxima à superfície é de cerca de 9,8 m/s², o peso de um corpo de 1 kg é aproximadamente igual a 9,8 N, ou seja, 1 kgf (quilograma-força) = 9,8 N.